# Delporte (månekrater)
Delporte er et nedslagskrater på Månen. Det befinder sig på Månens bagside og er opkaldt efter den belgiske astronom Eugène J. Delporte (1882 – 1955).
Navnet blev officielt tildelt af den Internationale Astronomiske Union (IAU) i 1970. 

## Omgivelser
Delportekrateret ligger over dele af den nordvestlige rand af den enorme bjergomgivne slette Fermi, og Litkekrateret er næste forbundet med dets sydøstlige rand.

## Karakteristika
Kraterranden er kun ubetydeligt slidt, skønt den ikke er helt cirkulær og har en noget ujævn kant. Der løber en hylde langs den nordlige indre kratervæg. I kraterets midte er der en central højderyg, som løber nord på.

## Måneatlas
- Billeder af Delportekrateret i LPI-måneatlasset